# ヒュブラ・ゲレアティス
ヒュブラ・ゲレアティス（ギリシア語: Ὕβλα ἡ Γελεᾶτις）はシケリア（シチリア）の古代都市である。エトナ火山の南側斜面に位置し、シマエタス川から遠くない。現在の行政区分ではカターニア県パテルノーに含まれる。

## 概要
古代のシケリアには少なくとも3つ（おそらくは5つ）のヒュブラと呼ばれる都市があったが、このために混乱があり、時には区別が非常に困難な場合もある。
ヒュブラ・ゲレアティスは、これらヒュブラと呼ばれる都市の中では最大のものであり、ヒュブラ・マジョールあるいはヒュブラ・マグナと同一視される。
ギリシアの旅行家パウサニアス（115年頃 - 180年頃）の時代には、ヒュブラ・ゲレアティスは独立した都市ではなくなっていたが、カタナ（現在のカターニア）の領域に含まれると述べている。同じように、トゥキディデスはヒュブラ・ゲレアティスがカタナとケントゥリパ（現在のチェントゥーリペ）にあり、アテナイのシケリア遠征（紀元前415年-紀元前413年）の際に、ケントゥリパから引き返すアテナイ軍はアエトナと共にヒュブラ・ゲレアティスの周辺の穀倉地帯を略奪したと述べている。ヒュブラはシケル人が建設した都市であることは間違いなく、紀元前452年頃にドゥケティオスがシケリア内陸部のシケル人都市を連合させようとしたが、ヒュブラのみがこれを拒絶している。ヒュブラはアテナイ軍が上陸した後、直ちに攻撃されたが、これを撃退している。トゥキディデスのみがこのヒュブラをヒュブラ・ゲレアティス（Ὕβλα ἡ Γελεᾶτις）と区別している。
ローマの歴史家ティトゥス・リウィウス（紀元前59年頃 - 17年）は、第二次ポエニ戦争中の紀元前211年に、ヒュブラはカルタゴに寝返った幾つかの都市の一つであるが、直ぐにプラエトルのマルクス・コルネリウスがこれを奪還したと述べている。ローマの政治家キケロ（紀元前106年 - 紀元前43年）は、ヒュブラ人（明らかにアエトナの住民を指す）は非常に重要なムニキピウム（自治都市）を持っており、土地は豊饒であると述べており、ローマの地理学者ポンポニオス・メラ（en、45年死亡）は、シキリア属州内陸部でヒュブラのみが取り上げる価値があると考えていた。大プリニウス（22年頃 – 79年）もシキリアの「populi stipendiarii（傭兵）」の中にヒュブラの名をあげている。プトレマイオス（83年頃 - 168年頃）の著作にも名前が見える。このためプトレマイオスと時代の違わないパウサニウスが、ヒュブラをすっかり衰退してしまった都市のように述べていることは不思議である。しかし、文章全体が混乱していることもあり、パウサニアスがどのヒュブラのことを話しているのかを判断するのは非常に難しい。それ以降の記録に関しては、カタナで発見されたキリスト教の時代の碑文にヒュブラがまだ古代の名前で存在しているように読めるものがあるが、それ以外にはない。
位置は、ドイツの地理学者フィリップ・クルーファー（en、1580年 – 1622年）はパテルノー（カタナから約20キロメートル）と推定しており、そこでVeneri Victrici Hyblensiに捧げられた祭壇が発見されたことから強い確信を得ている。しかし、ヒュブラ・ゲレアティスに関してはアエトナとの混同も多い。

## 参考資料
- この記事には現在パブリックドメインである次の出版物からのテキストが含まれている: Smith, William, ed. (1854–1857). Dictionary of Greek and Roman Geography. London: John Murray. {{cite encyclopedia}}: |title=は必須です。 (説明)